# Eriopyga azucara
Eriopyga azucara là một loài bướm đêm trong họ Noctuidae.